# 棕胸蓝姬鹟
棕胸蓝姬鶲（学名：Ficedula hyperythra）又名棕胸藍姬鶲，为鶲科姬鶲属的鸟类。该物种的模式产地在印度。
它分布於孟加拉、不丹、柬埔寨、中國、印度、印尼、寮國、馬來西亞、緬甸、尼泊爾、菲律賓、台灣、泰國和越南。 其天然棲地為亞熱帶或熱帶濕潤低地森林以及亞熱帶或熱帶濕潤山地森林。
目前共認可14個亞種：
- 棕胸蓝姬鶲指名亚种 F. h. hyperythra（布萊思，1843年）——分布於喜馬拉雅山脈中部至中國南部中部、北部與中部印度支那、泰國北部及緬甸。在中国大陆，分布于西藏、四川、云南、广西、广东、海南等地。该物种的模式产地在印度。[6]
- 棕胸蓝姬鶲滇南亚种 F. h. annamensis（羅賓遜和克洛斯，1919年）——分布於越南中南部。在中国大陆，分布于云南等地。该物种的模式产地在越南。[7]
- 棕胸蓝姬鶲台湾亚种 F. h. innexa（斯文豪，1866年）——分布於台灣。[8]
- F. h. sumatrana（蜂須賀，1926年）——分布於馬來半島山地、蘇門答臘和婆羅洲北部
- F. h. mjobergi（哈特特，1925年）——分布於婆羅洲西北部山地
- F. h. vulcani（羅賓遜，1918年）——分布於爪哇、峇里、龍目島、松巴哇和弗洛勒斯（小巽他群島西部與中部）
- F. h. clarae（邁爾，1944年）——分布於帝汶和韋塔島（小巽他群島東部）
- F. h. audacis（哈特特，1906年）——分布於巴巴群島（小巽他群島最東部）
- F. h. annalisa（施特雷澤曼，1931年）——分布於蘇拉威西北部山地
- F. h. jugosae（賴利，1921年）——分布於蘇拉威西中部、東南部和南部山地
- F. h. betinabiru（Rheindt、Prawiradilaga、Ashari和Suparno，2020年）——分布於塔利亞布島（蘇拉群島，位於蘇拉威西以東）
- F. h. negroides（施特雷澤曼，1914年）——分布於塞蘭島（馬魯古群島中東部）
- F. h. pallidipectus（哈特特，1903年）——分布於巴占島（哈馬黑拉島以南，馬魯古群島北部）
- F. h. alifura（施特雷澤曼，1912年）——分布於布魯島（馬魯古群島中西部）
- F. h. daggayana（Meyer de Schauensee和duPont，1962年）——分布於Gingoog市的Daggayan和Civoleg